# Ravana

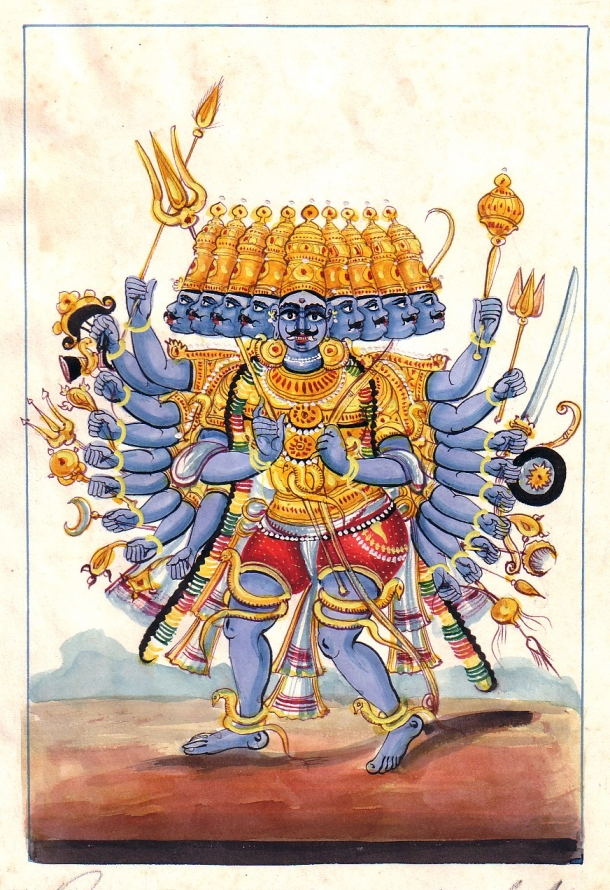
Figura de Ravana

Ravana é o principal antagonista no antigo épico hindu Ramáiana onde é descrito como Raxasa, o grão-rei de Lanca.